# Chirocephalus diaphanus
Chirocephalus diaphanus es una especie de camarón hada ampliamente distribuido en Europa que vive tan al norte como Gran Bretaña, donde es la única especie superviviente de camarón hada y está protegido por la Ley Ambiental 1981 (Wildlife and Countryside Act 1981). Físicamente es muy parecido a una artemia gigante, es un animal translúcido, de aproximadamente 13 mm de largo, con puntas rojizas en el abdomen y los apéndices. El cuerpo comprende: una cabeza, un tórax que lleva 11 pares de apéndices y un abdomen segmentado en siete partes. En los machos, las antenas se agrandan para formar apéndices "frontales", mientras que las hembras tienen una bolsa de huevos en el extremo del tórax.
El ciclo de vida de C. diaphanus es extremadamente rápido, la especie sólo puede persistir en charcas, pozas y lagunas sin depredadores. Los huevos toleran la desecación y eclosionan cuando se vuelven a sumergir en el agua.
El primer reporte de  C. diaphanus en la literatura científica fue en 1704, únicamente separando la especie de otras especies de quifofalidos, recibiendo su nombre científico en 1803. El epíteto específico "diaphanus" se refiere a la transparencia de los animales.

## Descripción

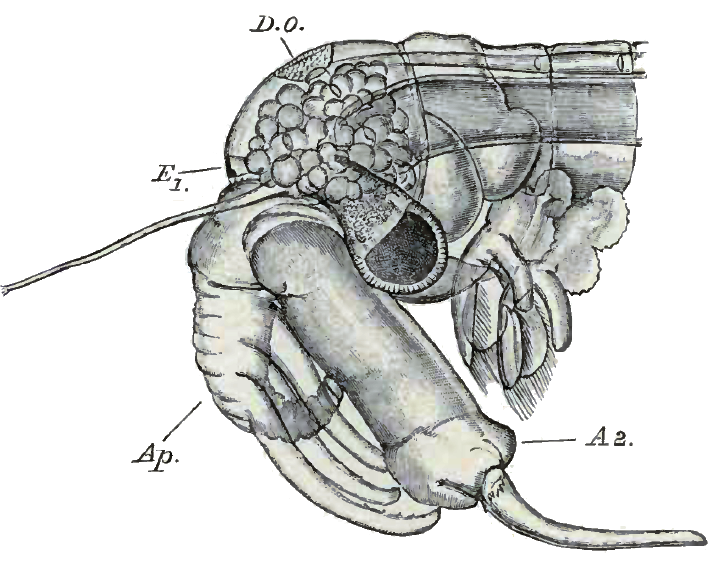
La cabeza de un macho de Chirocephalus diaphanus. A2: Segunda antena; Ap: Apéndice frontal; D.O.: órgano dorsal; E1: ojo medio

Chirocephalus diaphanus es un hermoso crustáceo translúcido. Su cuerpo es subcilíndrico, de alrededor de 13mm (0.5 pulgadas ) de largo, su cuerpo es básicamente “transparente”, pero con ojos negros y con las puntas de sus apéndices y el abdomen rojas.
El cuerpo se vuelve más amplio hacia la cabeza, la cual tiene una ranura mandibular visible, lleva un par de ojos compuestos, así como un ojo medio sésil, dos pares de antenas, y las piezas bucales. Las piezas bucales comprenden el “labrum”, dirigido hacia atrás sobre la boca y los pares de mandíbulas, paragnatha, maxílulas y maxilares vestigiales.
El tórax se compone de doce segmentos corporales, el último de los cuales está fusionado con el primer segmento del abdomen. No tiene caparazón, pero cada uno de los once segmentos libres llevan un par de filopodios, que tienen una serie de cerdas apuntando a lo largo de la línea media del animal. El abdomen consiste en siete segmentos sin apéndices y un delgado telson, que lleva un par de ramas caudales.
Machos y hemrbas pueden ser reconocidos por un conjunto de caracteres de dimorfismo sexual. Mientras que las antenas de las hembras son triangulares y relativamente cortas, las antenas de machos son largas y articuladas y cada uno tiene un complejo "apéndice frontal", que se utiliza para abrazar a la hembra durante el apareamiento. El último somito del tórax se fusiona con el primer somita del abdomen. En los machos, lleva un par de procesos, las extensiones de los  conductos deferentes en un pene protráctil (que se desplaza adelante). En las hembras, hay una sola bolsa de huevos, que también se cree que deriva de un par de apéndices.

## Distribución
Chirocephalus diaphanus es una especie Mediterránea, que alcanza su límite de distribución noroeste en Gran Bretaña, sin presentarse en Fenoscandia.
Su distribución en Europa occidental se extiende casi ininterrumpidamente desde Gran Bretaña a la península ibérica, y por el este hasta el Rin en Alemania. Se conoce solo un registro de C. diaphanus en los países del Benelux, en charcas en Limburgo del Sur, Países Bajos. Más hacia el este, se presenta al sur del 47 ° N en la península balcánica y la Península itálica|, llegando a la Mar Negro de Rumanía, una población aislada existe en la desembocadura del río Vistula en Polonia. En el Mar Mediterráneo, existen poblaciones en las islas de Sicilia y Creta.
 C. diaphanus es la única especie de camarón hada que se encuentra de forma natural en Gran Bretaña; Tanymastix stagnalis se encuentra en el oeste de Irlanda, y la Artemia salina anteriormente se encontraba en Inglaterra. En Gran Bretaña, C. diaphanus está restringida a las zonas con un déficit de precipitaciones contra la evapotranspiración entre abril y septiembre. Esto significa que no sólo se encuentra con frecuencia en el sur de Inglaterra, con registros dispersos por el norte hasta Yorkshire.

## Ecología y ciclo de vida

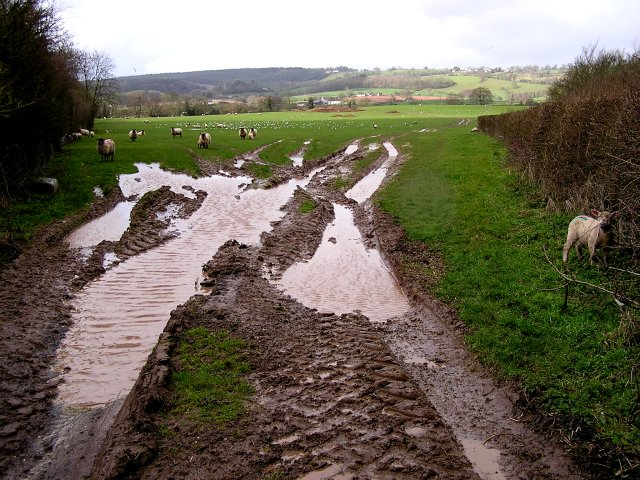
C. diaphanus vive en charcas temporales, como estas creadas por el tráfico agrícola y ganadero en un terreno húmedo.

El camarón de hada se encuentra en charcas y estanques de aguas temporales y estacionales, también en los charcos formados en roderas fangosas por las lluvias, prefiriendo sitios con perturbación periódica, tales como oquedades en caminos rurales generadas por el paso de tractores o ganado. Tiene una amplia gama de tolerancias ecológicas, en términos de temperatura, oxígeno disuelto y pH, pero no puede coexistir con peces predadores. C. diaphanus nada con su lado ventral hacia arriba y es un filtrador, colectando zooplancton y detritus con su filopodios.
El ciclo de vida de C. diaphanus es extremadamente rápido. La duración típica de un ciclo de vida no se conoce, pero se ha sugerido un cálculo de alrededor de 3 meses. Los huevos son tolerantes a la desecación; cuando su hábitat se llena de nuevo con agua, algunos de los huevos eclosionan, mientras que otros permanecen latentes por si las condiciones se deterioran rápidamente de nuevo, de esta forma algunos huevos logran sobrevivir. Esta adaptación permite a la especie el continuar sobreviviendo en un hábitat impredecible, ya que algunos huevos permanecen en el caso de que el hábitat no persista durante el tiempo suficiente para que los animales puedan crecer, madurar, aparearse y producir descendencia. La dispersión de los huevos o “quistes” entre los cuerpos de agua se puede producir a través de movimiento o tránsito de animales, tales como vacas, ciervos y caballos.
C. diaphanus se encuentra durante todo el año, incluso se ha documentado su presencia en aguas cubiertas de hielo. Se alimenta de animales microscópicos y partículas orgánicas, que toma del agua con sus extremidades o raspado de la parte inferior de la charca.
Mientras se alimenta, C. diaphanus, separa partículas diminutas suspendidas y microorganismos de las corrientes de agua producidas por sus extremidades. De acuerdo con Lundblad (1920, p. 41), en forma muy similar a Tanymastix , una corriente dirigida a la cavidad oral es producida a lo largo de la línea media ventral entre las extremidades del tronco, de hecho, esta corriente es una de dos fuerzas que participan en esta acción; primero la corriente lleva las partículas de comida en dirección a la boca, la corriente es producida por partes anteriores inmediatas de los enditos proximales, ubicados en las extremidades del tronco, después, de acuerdo con Storch (1925a, p. 387), las partículas son barridas hacia delante desde una extremidad a otra hasta que alcanzan la boca.

## Estado de Conservación
C. diaphanus está sujeto a protección en bajo la ley ambiental en algunas partes de su área de distribución. En Alemania, esta especie está incluida en la Lista Roja de las especies en peligro. En el Reino Unido, C. diaphanus está protegida por el anexo 5 de la “Wildlife and Countryside Act 1981”  y que está catalogada como una "especie de preocupación" en el “United Kingdom Biodiversity Action Plan”. La principal amenaza para su supervivencia son los cambios en el uso del suelo: sus hábitats se consideran a menudo desagradables y las lagunas temporales que habita son con frecuencia unidas o convertidas en estanques permanentes.

## Historia taxonómica
La primera mención de cualquier especie de  Chirocephalus en el literatura científica fue un bosquejo realizado por James Petiver en un volumen de 1704 de su Gazophylacii Naturae, en la que dio el nombre "Squilla lacustris minima, dorso natante" o "pequeño Squilla de agua dulce, nadando sobre su espalda". En la literatura temprana hubo mucha confusión entre las especies, frecuentemente no está claro sobre qué especie se refieren los primeros autores. Carl Linnaeus, inicialmente describió al “camarón hada” como una posible larva de insecto en su publicación Fauna Suecica, posteriormente incluyó a estos organismos entre los crustáceos en la 10.ª edición de su Systema Naturae en 1758, bajo el nombre de "Cancer stagnalis" (ahora Tanymastix stagnalis). Ese nombre también fue utilizado por los autores posteriores, pero a veces se refiere a otras especies.
La situación fue aclarada por Bénédict Prévost en 1803, cuando publicó una descripción detallada de Chirocephalus diaphanus, incluyendo una mención de los apéndices frontales que lo distinguen de otros camarones de hadas como Tanymastix stagnalis. El trabajo de Prévost fue publicado originalmente en el Journal de Physique en 1803. Y fue reimpreso por Louis Jurine como un apéndice de su Histoire des Monocles, qui se trouvent aux Environs de Genève de 1820.
El nombre de 'Chirocephalus' deriva del griego, de las raíces χείρ (chiro, "mano") y κεφαλή (cephalon, "cabeza"). El epíteto específico "diaphanus" deriva del griego διαφανής, que significa diáfano, transparente o translúcido.
Más tarde Prévost lamentó el epíteto, argumentando que varias especies eran tan transparentes como la que él había descrito. El nombre común de "camarones de hadas" viene de delicada apariencia del animal y de la "iridiscente brillo de las cerdas en sus apéndices".